# Mordella bicolor
Mordella bicolor es una especie de coleóptero de la familia Mordellidae.

## Distribución geográfica
Habita en Chile.